# UNCAF Nations Cup 1997
The UNCAF Nations Cup 1997 was de 4e editie van de UNCAF Nations Cup, het voetbaltoernooi dat gehouden wordt voor leden van de UNCAF. De eerste 4 landen plaatsen zich voor de CONCACAF Gold Cup van 1998. Het toernooi zou worden gehouden in Guatemala, Costa Rica zou voor de tweede keer het toernooi winnen.

## Deelnemende landen
7 landen van de UNCAF namen deel.
| Belize     | Voorronde | Voorronde       |             |         |                      |
| Groep A    | Groep A   | Groep A         | Groep B     | Groep B | Groep B              |
| Land       | Aantal    | Beste resultaat | Land        | Aantal  | Beste resultaat      |
| Costa Rica | 4e        | Winnaar (1991)  | El Salvador | 4e      | Derde (1991, 1995)   |
| Guatemala  | 3e        | Tweede (1993)   | Honduras    | 4e      | Winnaar (1993, 1995) |
| Nicaragua  | 1e        | Debuut          | Panama      | 3e      | Derde (1993)         |

## Stadion
| Guatemala-Stad                          | · Guatemala-Stad |
| Estadio Mateo Flores Capaciteit: 29.950 | · Guatemala-Stad |
|                                         | · Guatemala-Stad |

## Voorronde
|                                  |        |       |        |        |
| 23 maart 1997 «onderlinge duels» | Panama | 1 – 1 | Belize | Panama |
| 23 maart 1997 «onderlinge duels» |        |       |        | Panama |

|                                  |        |       |        |        |
| 30 maart 1997 «onderlinge duels» | Belize | 0 – 1 | Panama | Belize |
| 30 maart 1997 «onderlinge duels» |        |       |        | Belize |

## Groepsfase

### Groep A
| Land       | Wed | Win | Gel | Ver | DV | DT | +/− | Pnt |
| ---------- | --- | --- | --- | --- | -- | -- | --- | --- |
| Guatemala  | 2   | 1   | 1   | 0   | 7  | 2  | +5  | 4   |
| Costa Rica | 2   | 1   | 1   | 0   | 6  | 2  | +4  | 4   |
| Nicaragua  | 2   | 0   | 0   | 2   | 2  | 11 | –9  | 0   |

|                                  |                      |       |                  |                                      |
| 16 april 1997 «onderlinge duels» | Guatemala            | 1 – 1 | Costa Rica       | Estadio Mateo Flores, Guatemala-Stad |
| 16 april 1997 «onderlinge duels» | Juan Carlos Plata 7' |       | Allan Oviedo 43' | Estadio Mateo Flores, Guatemala-Stad |

|                                  |                                                              |       |                  |                                      |
| 18 april 1997 «onderlinge duels» | Costa Rica                                                   | 5 – 1 | Nicaragua        | Estadio Mateo Flores, Guatemala-Stad |
| 18 april 1997 «onderlinge duels» | Luis Arnáez 13' Oscar Ramírez 18', 42', 48' Allan Oviedo 39' |       | David Taylor 55' | Estadio Mateo Flores, Guatemala-Stad |

|                                  | |       |                   |                                      |
| 20 april 1997 «onderlinge duels» | Guatemala | 6 – 1 | Nicaragua         | Estadio Mateo Flores, Guatemala-Stad |
| 20 april 1997 «onderlinge duels» | Martín Machón 2' Juan Carlos Plata 5', 40' (pen.) Edwin Westphal 13' Juan Manuel Funes 63' Oscar Samayoa 75' |       | José Bermúdez 31' | Estadio Mateo Flores, Guatemala-Stad |

### Groep B
| Land        | Wed | Win | Gel | Ver | DV | DT | +/− | Pnt |
| ----------- | --- | --- | --- | --- | -- | -- | --- | --- |
| Honduras    | 2   | 2   | 0   | 0   | 8  | 0  | +8  | 6   |
| El Salvador | 2   | 1   | 0   | 1   | 2  | 3  | –1  | 3   |
| Panama      | 2   | 0   | 0   | 2   | 0  | 7  | –7  | 0   |

|                                  |                                                             |       |        |                                      |
| 16 april 1997 «onderlinge duels» | Honduras                                                    | 5 – 0 | Panama | Estadio Mateo Flores, Guatemala-Stad |
| 16 april 1997 «onderlinge duels» | Wilmer Velásquez 1', 11', 16', 45' (pen.) Amado Guevara 73' |       |        | Estadio Mateo Flores, Guatemala-Stad |

|                                  |                                                  |       |             |                                      |
| 18 april 1997 «onderlinge duels» | Honduras                                         | 3 – 0 | El Salvador | Estadio Mateo Flores, Guatemala-Stad |
| 18 april 1997 «onderlinge duels» | Wilmer Velásquez 4', 25' (pen.) Milton Núñez 78' |       |             | Estadio Mateo Flores, Guatemala-Stad |

|                                  |                                    |       |        |                                      |
| 20 april 1997 «onderlinge duels» | El Salvador                        | 2 – 0 | Panama | Estadio Mateo Flores, Guatemala-Stad |
| 20 april 1997 «onderlinge duels» | Elias Montes 63' Waldir Guerra 77' |       |        | Estadio Mateo Flores, Guatemala-Stad |

## Finalegroep
| Betekenis van de kleuren                          |
| ------------------------------------------------- |
| Kampioen geplaatst voor de CONCACAF Gold Cup 1998 |
| Geplaatst voor de CONCACAF Gold Cup 1998          |

| Land        | Wed | Win | Gel | Ver | DV | DT | +/− | Pnt |
| ----------- | --- | --- | --- | --- | -- | -- | --- | --- |
| Costa Rica  | 3   | 2   | 1   | 0   | 6  | 1  | +5  | 7   |
| Guatemala   | 3   | 2   | 1   | 0   | 3  | 1  | +2  | 7   |
| El Salvador | 3   | 0   | 1   | 2   | 0  | 2  | –2  | 1   |
| Honduras    | 3   | 0   | 1   | 2   | 0  | 5  | –5  | 1   |

|                                  |          |                                              |            |                                      |
| 23 april 1997 «onderlinge duels» | Honduras | 0 – 4                                        | Costa Rica | Estadio Mateo Flores, Guatemala-Stad |
| 23 april 1997 «onderlinge duels» |          | Rolando Fonseca 5', 8', 71' Wílmer López 44' |            | Estadio Mateo Flores, Guatemala-Stad |

|                                  |                       |       |             |                                      |
| 23 april 1997 «onderlinge duels» | Guatemala             | 1 – 0 | El Salvador | Estadio Mateo Flores, Guatemala-Stad |
| 23 april 1997 «onderlinge duels» | Juan Manuel Funes 55' |       |             | Estadio Mateo Flores, Guatemala-Stad |

|                                  |                       |       |          |                                      |
| 25 april 1997 «onderlinge duels» | Guatemala             | 1 – 0 | Honduras | Estadio Mateo Flores, Guatemala-Stad |
| 25 april 1997 «onderlinge duels» | Juan Carlos Plata 50' |       |          | Estadio Mateo Flores, Guatemala-Stad |

|                                  |                 |       |             |                                      |
| 25 april 1997 «onderlinge duels» | Costa Rica      | 1 – 0 | El Salvador | Estadio Mateo Flores, Guatemala-Stad |
| 25 april 1997 «onderlinge duels» | Luis Arnáez 72' |       |             | Estadio Mateo Flores, Guatemala-Stad |

|                                  |          |       |             |                                      |
| 27 april 1997 «onderlinge duels» | Honduras | 0 – 0 | El Salvador | Estadio Mateo Flores, Guatemala-Stad |
| 27 april 1997 «onderlinge duels» |          |       |             | Estadio Mateo Flores, Guatemala-Stad |

|                                  |                    |       |                       |                                      |
| 27 april 1997 «onderlinge duels» | Costa Rica         | 1 – 1 | Guatemala             | Estadio Mateo Flores, Guatemala-Stad |
| 27 april 1997 «onderlinge duels» | Rolando Fonseca 2' |       | Juan Manuel Funes 87' | Estadio Mateo Flores, Guatemala-Stad |

| Kampioen UNCAF Nations Cup 1997 |
| ------------------------------- |
|                                 |
| COSTA RICA 2e titel             |